# Józef Anchieta
Józef Anchieta (José de Anchieta y Díaz de Clavijo) (ur. 19 marca 1534, zm. 9 czerwca 1597) – hiszpański jezuita, misjonarz, święty Kościoła katolickiego.

## Dzieciństwo i młodość

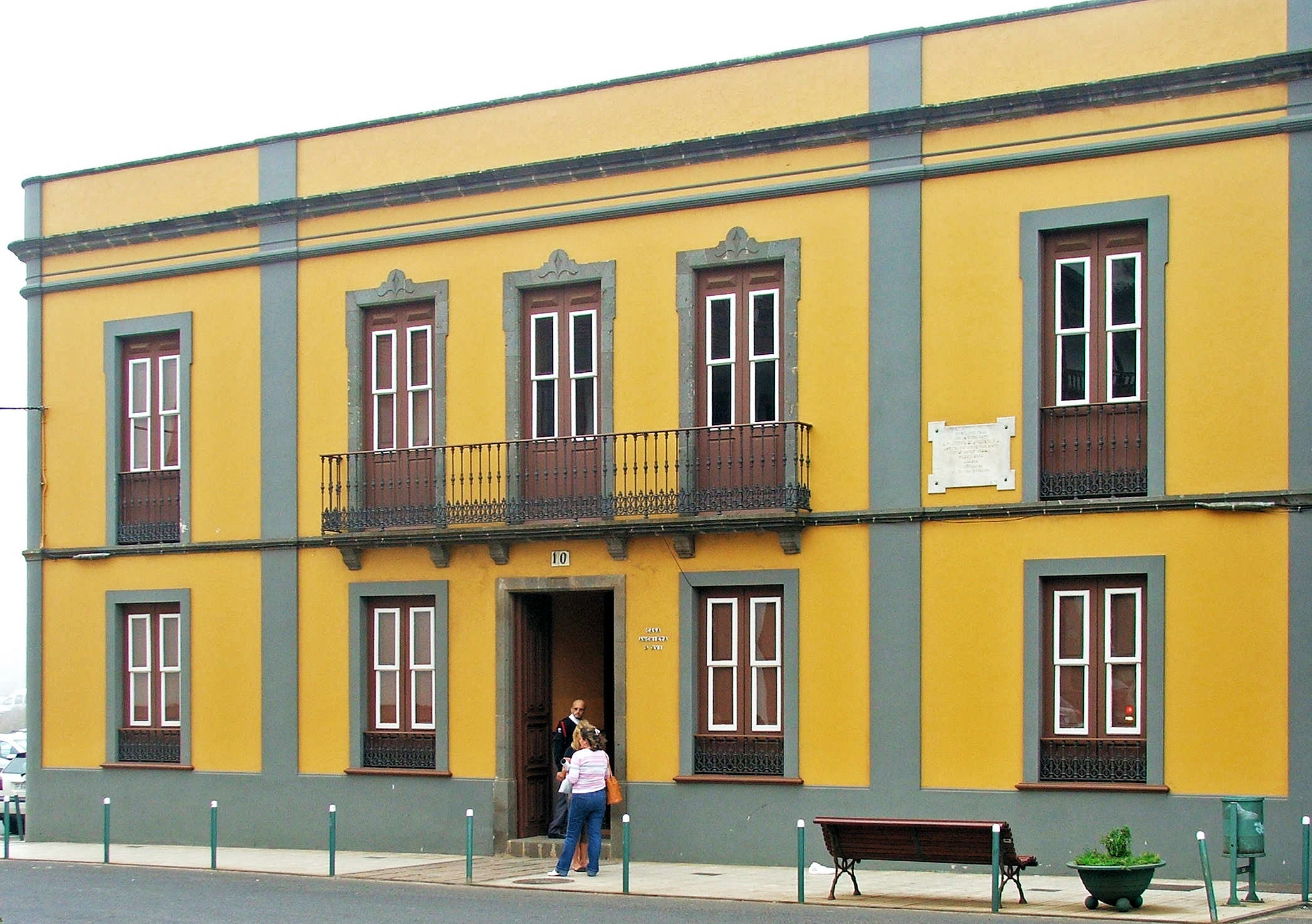
Miejsce urodzenia Józefa Anchiety w San Cristóbal de La Laguna (Teneryfa).

Józef Anchieta urodził się w San Cristóbal de La Laguna na Teneryfie na Wyspach Kanaryjskich. Jego ojciec Juan Lopez de Anchieta, pochodził z rodziny posiadającej tytuł szlachecki. Należał do grupy "Revolta dos Comuneiros", odpowiedzialnej za rewoltę z 1521 r. w Kraju Basków. Jako jeden z przywódców został skazany przez Radę Królewską na śmierć przez poćwiartowanie. Wyroku nie wykonano dzięki wstawiennictwu Ignacego z Loyoly (z którym był spokrewniony). Po namowach Ignacego, dwudziestojednoletni Juan przeprowadził się na Teneryfę. Tam poznał Mancię Diaz de Clavijo y Llarena – córkę nawróconych Żydów, wdowę i matkę dwójki dzieci. Józef był ich trzecim wspólnym dzieckiem. Ochrzczony został 7 kwietnia 1534 roku w kościele Nuestra Senora de los Remedios. W 1536 roku Juan de Anchieta – pod nieobecność Karola V – poprosił królową Izabelę o łaskę. Cesarzowa podarowała rodzinie Anchieta m.in. dział ziemi w Genecie. Zamieszkali przy Plaza de Mayor (dzisiejsze Plaza del Adelantado) gdzie wybudowali dom stojący do dzisiaj. Otrzymali również tytuł "Vecindad", uprawniający do stałego zameldowania i zamieszkania na Teneryfie. Jako dziecko José pobierał nauki u dominikanów. Już w wieku siedmiu lat doskonale potrafił operować językiem łacińskim. Odznaczał się wysokimi zdolnościami intelektualnymi, pobożnością i niezwykłą pamięcią. Nauki na uniwersytecie pobierał od czternastego roku życia w założonym przez Jana III w mieście Coimbra, Royal College of Arts (Kolegium Sztuk). Zdecydowano się na wybór uniwersytetu w Portugalii, a nie rodzimej Hiszpanii ze względu na żydowskie pochodzenie matki, co w tamtym czasie mogło być przeszkodą, dlatego wraz z bratem Pedrem Nunesem skierowani zostali do sławnego uniwersytetu w Coimbrze. Pedro studiował Prawo Kościelne, które ukończył w 1550 roku. José studiował przez trzy lata retorykę, a na czwartym roku rozpoczął studia humanistyczne (ze szczególnym uwzględnieniem filozofii) w Akademii Artystycznej. Miał szczególne predyspozycje do nauki języków obcych, w czasie studiów znał już język łaciński, hiszpański i portugalski w mowie i gramatyce. Interesował się publikacjami misjonarzy z Nowego Świata. Od jezuitów otrzymywał listy misjonarzy, m.in. o. Franciszka Ksawerego, o. Manuela da Nobrega, którzy jako pierwsi opisywali nowe ziemie i ich mieszkańców. Rok 1550 był czasem kiedy José Anchieta próbował rozeznać swoje powołanie. Na procesji 8 grudnia 1550 roku wszedł do katedry i dokonał aktu zawierzenia Matce Bożej. Pod koniec tego samego roku przerwał studia (kontynuował je po wyjeździe do Brazylii). Oficjalnego aktu oddania się Bogu dokonał 1 maja 1551 roku w tej samej katedrze oraz złożył śluby wstąpienia do nowicjatu Towarzystwa Jezusowego. W czasie trwania nowicjatu, José wyróżniał się pobożnością i skłonnością do ascezy. Pragnął wyjechać na misję ale miał kłopoty zdrowotne. Były one konsekwencją poważnego wypadku, podczas którego spadła mu na plecy drabina, pozostawiając blizny na całe życie. José chorował na gruźlicę kręgosłupa. Była ona przyczyną deformacji ciała, poważnego skrzywienia kręgosłupa i zaniku mięśni. Chorował również na popularną wówczas gruźlicę płuc. Stan zdrowia pogarszał się stopniowo, powodował ciągle pochylenie i ból. Sam milczał na temat własnego zdrowia, a jego zachowanie zdawało się zaprzeczać problemom zdrowotnym czego przykładem może być piesza ucieczka przed plemieniem kanibali, niosąc równocześnie na plecach chorego o. Nobrega.

## Działalność misjonarska

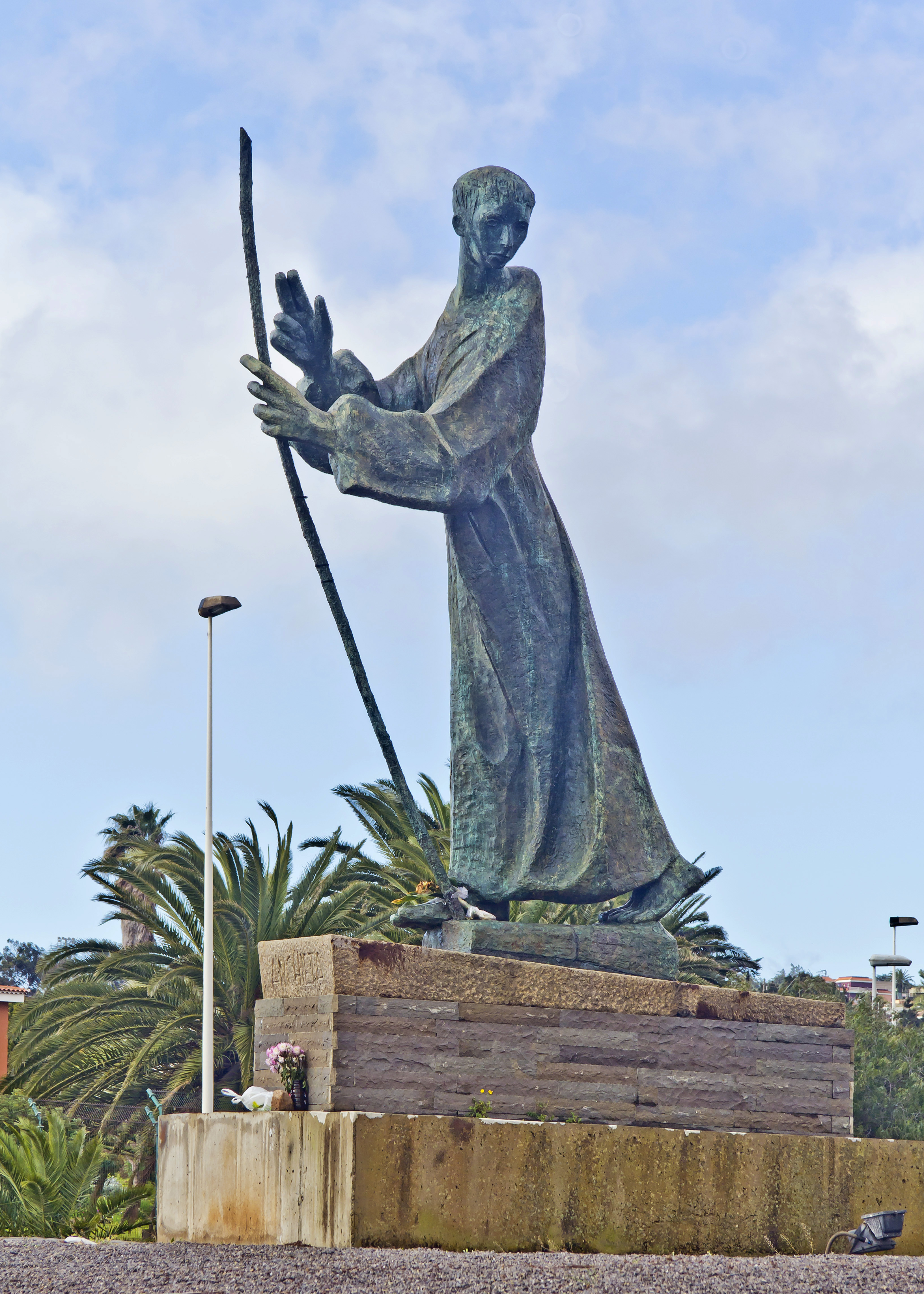
Pomnik Józef Anchieta, w mieście San Cristóbal de La Laguna na Teneryfie.

Z powodu słabego zdrowia został wysłany do Brazylii, gdzie przez 44 lata był misjonarzem. José Anchieta wyruszył do Brazylii najprawdopodobniej 8 maja 1553 roku. Posługę rozpoczął już na statku. Odprawiał na statku tzw. Suche Msze (odpowiednik Liturgii Słowa), gotował jedzenie, sporządzał lekarstwa, asystował jako tłumacz, nauczał. 13 lipca 1553 roku statek dobił do brzegu Bahii, w której Anchieta przebywał przez następne trzy miesiące. Miał w niej możliwość zapoznania się z miejscowym językiem Tupi. Miejscem docelowym podróży Anchiety był dom jezuitów w prowincji São Vicente. Podczas podróży statek wpadł w ogromna burzę i rozbił się w okolicy Abrolhos. Napotkani na plaży Indianie dali rozbitkom pożywienie, misjonarze ochrzcili w tym miejscu umierającą małą Indiankę, dając jej na imię Cecylia. Po naprawie statku, wyruszyli  w dalszą podróż, docierając do São Vicente 24 grudnia 1553 roku. Anchieta pracował tam jako nauczyciel oraz sam się kształcił. Pomagał jako tłumacz i posługiwał do ośmiu i więcej Mszy Św. dziennie. Postawa klęcząca znacznie powiększała deformacje kręgosłupa.
Odrębność kultury europejskiej i brazylijskiej stanowiły poważną przeszkodę we wzajemnym porozumieniu. Nad morzem i w lasach Amazonii żyły grupy Indian Tupi i Tamoyos, byli bardziej otwarci na katechizację. Plemienia żyjące w głębi kraju takie jak Tupinambas, Potiguaras, Tabajaras, Caetes, Carijos, Tapuyas – charakteryzowała dzikość obyczajów.  Społeczności indiańskie były ciągle w stanie permanentnej wojny pomiędzy plemionami, aktów zbiorowej zemsty. Panowała kultura wojowników, gdzie za punkt honoru uważano zabicie lub pojmanie wroga aby później dokonać rytualnego mordu na oczach plemienia aby następnie go zjeść. Dla zwycięzcy i pokonanego była to zaszczytna śmierć, brama do miejsca bez zła i zarezerwowanego tylko dla odważnych. Z punktu widzenia Europejczyków, obrzędy te były czymś odrażającym. Wśród zwyczajów Indian brazylijskich było samobójstwo, mordy, aborcje, antropofagia, poligamia czy kultura rozpusty seksualnej. Indianie nie posiadali idei związku monogamicznego czy trwałego. Zgodnie z zaleceniami Ignacego z Loyoly, misjonarze prowadzili ewangelizację wykorzystując metody inkulturacji, przemieniali kulturę Indian nadając jej wymowy chrześcijańskiej.

Na przełomie 1554/1555 roku Anchieta zostaje fundatorem wioski – Kolegium São Paulo – położonej na płaskowyżu Piratininga. Razem z Indianami stawia barak w którym będzie się mieścić szkoła katechetyczna i miejsce do przygotowywania przyszłych kapłanów. Wioska przerodzi się z czasem w największe miasto Brazylii. Początki były trudne ze względu na panujące ubóstwo tak, że sam Anchieta chodzi ubrany w kawałek żagla pofarbowanego na czarno. Z braku książek nauczyciele spędzali noce na pisaniu zadań, osobno dla każdego ze swoich uczniów. W liście z 1554 roku wspomina on o problemie związanym z udzielaniem chrztu. U Indian pokrewieństwo liczyło się tylko po linii ojca, stwarzało to problem z udzieleniem chrztu i później z małżeństwem. Forsuje on złagodzenie wymagań względem tego środowiska, aby mogli zawierać sakrament małżeństwa we wszystkich stopniach pokrewieństwa prócz pierwszego (np. brata z siostrą). Wyzwaniem kaznodziejskim było ukazanie Indianom znaczenia związku monogamicznego. U Indian były one przelotne z częstą zmiana partnerów ze strony mężczyzn jak i kobiet, co powodowało niezrozumienie przez nich takich pojęć jak cudzołóstwo czy nierząd. Anchieta opisywał ten rodzaj związku jako kompromis pomiędzy poligamią a promiskuityzmem. Jezuici wprowadzili do języka Tupi nowe pojęcie "temeriko ete" (prawdziwej żony), które wcześniej nie występowało. W 1555 roku napisał list na temat śmierci pierwszych męczenników Brazylii o. Pedro Correii i o. Joao de Souzy. W liście z marca tego samego roku, informuje braci w Coimbrze, że uczy się dialektu Abanheenga, zwanego dzisiaj Tupi-Guarani i poznał go już w stopniu prawie doskonałym. Rok później ukończył dzieło pt. "Arte da gramatica mais usada na costa do Brasil" (Sztuka gramatyki najbardziej używana na Wybrzeżu Brazylijskim). Jedna z części znana jest jako "gramatica Tupi", i uznawaną jest za najlepszą gramatykę tego języka. Anchieta uzupełniał dzieło przez kolejne 40 lat zanim trafiło do druku. W 1555 roku wyraził nadzieję, że król portugalski zdecyduje „wysłać tutaj siłę zbrojną i liczne armie, które uporają się ze wszystkimi złoczyńcami stawiającymi opór głoszeniu Ewangelii i zaprzęgną ich do jarzma niewolnictwa, a uszanują tych, którzy przybliżą się do Chrystusa”. W innym piśmie stwierdził: 

Teraz uważamy, że bramy są otwarte dla nawrócenia się pogan w kapitanii São Vicente (dawna jednostka administracyjna Brazylii), jeśli Nasz Pan Bóg sprawi, że będą podbici. Dla tych ludzi nie ma lepszego kaznodziejstwa niż miecz i żelazny pręt. Tutaj, bardziej niż gdziekolwiek indziej trzeba przyjąć politykę przekonywania do wejścia.

W opinii Carlosa C. Damaglio jezuici nie stosowali przymusu katechizacji. W 1560 roku rozpoczęła się walka o Rio, zakończona pięć lat później traktatem pokojowym z plemieniem Tomoyos w Iperoig oraz zwycięstwem nad Francuzami. W tym samym roku Anchieta buduje drogę łączącą wybrzeże z Kolegium São Paulo, zwaną "Drogą ojca Jose'go" (istnieje do dzisiaj, aktualnie nosi nazwę Via Anchieta). W 1563 roku zostaje uwięziony w Iperoig. W 1565 roku uczestniczył w misji Estacio de Sa, która założyła miasto Rio de Janeiro, a następnie udał się do Bahia. 31 marca 1565 roku otrzymał święcenia kapłańskie z rąk biskupa Don Pedro Leitao w Bahii. Po półtora rocznej nauce uzupełnia przerwane studia. Buduje pierwszy teatr posiadający aparaturę do efektów specjalnych. Po zwycięstwie katolików w Rio de Janeiro powstała druga fundacja tego miasta o nazwie "São Sebastiao do Rio de Janeiro". W latach 1567–1578 Anchieta pracował jako przeor domu São Vicente, rektor w tej osadzie oraz w São Paulo i Santos e Guarulhos. W 1567 roku umarł jego przyjaciel gen. Estacio de Sa, zraniony w twarz przez indiańską zatrutą strzałkę. Trzy lata później odchodzą kolejni przyjaciele Anchiety, o.Nobregi oraz św. Ignacio de Azevedo wraz z czterdziestoma innymi jezuitami zabitymi przez piratów a w 1574 roku biskup Don Pedro Leitao. Ojciec generalny św. Franciszek de Borgiasz dopuścił Anchietę do złożenia uroczystego ślubu 8 kwietnia 1577 roku. W tym samym roku objął funkcję prowincjała Brazylii.

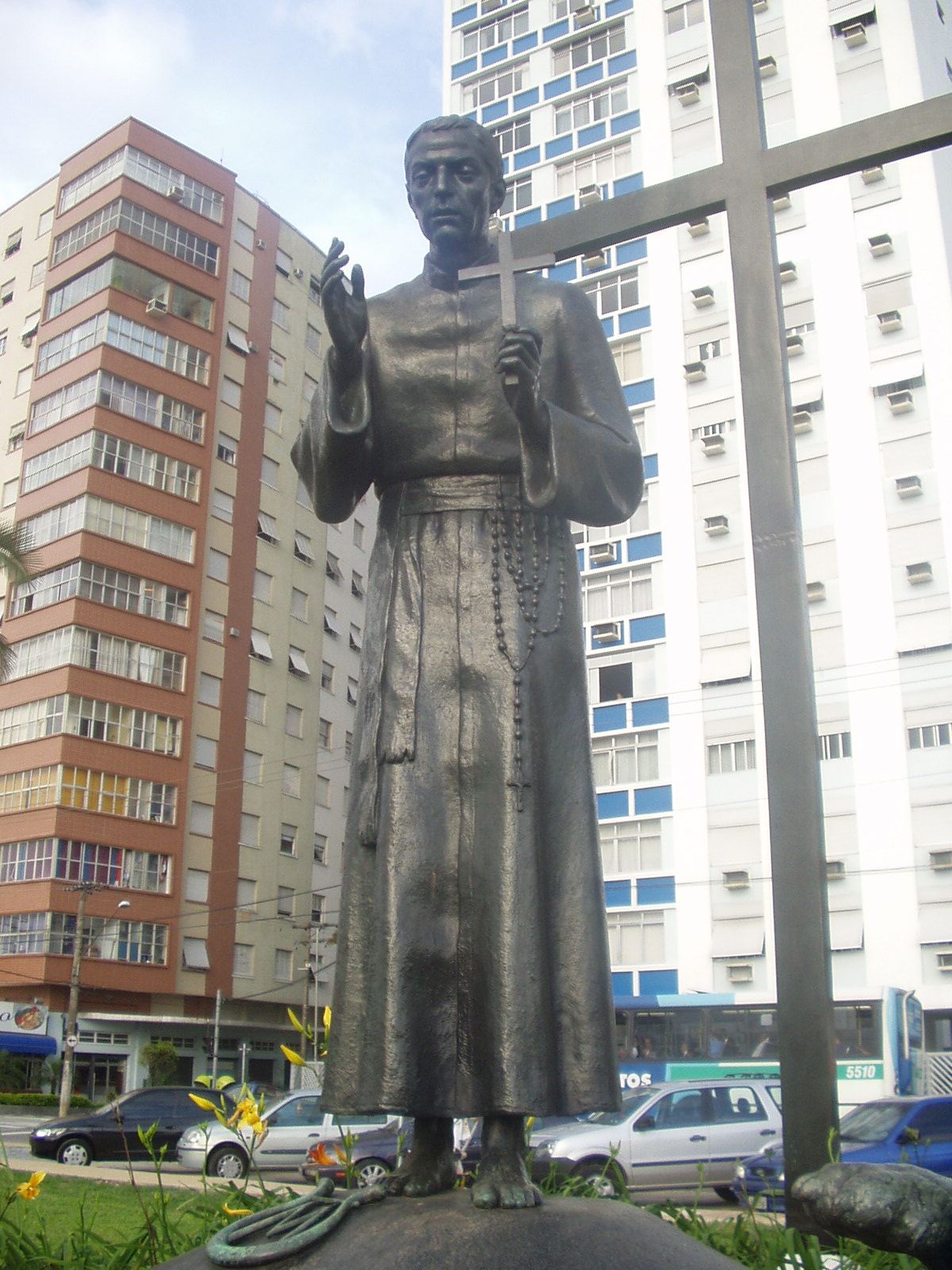
Pomnik Józef Anchiety w Santos

Rozpoczął realizacje swojego nowego pomysłu, praktyki zwanej "Apostolstwem Indiańskim". Polegała ona na łączeniu małych wiosek tworząc tzw. aldeias. W zamyśle miały zwiększać szanse obrony w razie ataku i ułatwiać posługę duszpasterską. Istnieją one do dzisiaj choć straciły swoją pierwotną formę. W 1582 roku z inicjatywy Anchiety powstawały szpitale nazywane Domami Miłosierdzia (Case di Misericordia). W Rio de Janeiro powstał szpital o nazwie "Święty Dom Miłosierdzia". Anchieta znał medycynę na tyle by operować. Miał sporą wiedzę na temat właściwości leczniczych lokalnej roślinności. Wykonywał z nich leki, część wysyłał do Europy w celu przebadania. Jako jeden z pierwszych odkrył lecznicze właściwości chininy. W 1583 roku Anchieta powołuje do życia instytucje nazywane "Redukcjami". Były to instytucje mające na celu naukę Indian życia społecznego, zlikwidowania nomadyzmu, wychowania do pracy, nauki rzemiosła. W centrum stawiano kościół a wokół niego mieszkania. Dzieci chodziły do szkoły a kobiety i mężczyźni szli do pracy. Kobiety szyły, tkały i pomagały mężczyznom w pracach polowych. Mężczyźni paśli trzodę, polowali, łowili, pracowali na polu ale też byli wśród nich lekarze, malarze, rzeźbiarze, murarze, stolarze, osoby zajmujące się obróbką złota, srebra, kamieni szlachetnych, osoby wytwarzające instrumenty muzyczne jak harfy i gitary. Wytworzoną żywność gromadzono we wspólnych spichlerzach na potrzeby całej wioski. W latach 1583/1584 wysłał jezuitów na misje do Paragwaju, gdzie wybudowali dom w Asuncion del Paraguay i rozpoczęli misję wzór aldeias, nazwaną "Misją szczęśliwego Chrześcijaństwa". W 1588 roku ze względu na stan zdrowia otrzymał zastępcę a sam został przeniesiony z Rio de Janeiro do Vitorii, gdzie został przełożonym domu jezuickiego. Został opiekunem wiosek indiańskich Reritiba, Guaraparim i Reis Magos, liczących ok. 9000 Indian. W 1592 roku został mianowany wizytatorem domów jezuickich. Odwiedził wszystkie wspólnoty i aldeias z terenów Rio de Janeiro, Espírito Santo, São Vincente. Dwa lata później powrócił do Vitorii, wspierał budowę twierdzy Santa Cruz. W 1595 roku wybuchła wojna pomiędzy Indianami z Reritiba a Indianami z Guaitacases, w której Anchieta był biernym uczestnikiem. Jednocześnie najeżdżają ich Anglicy i Francuzi, przychodzi epidemia oraz długotrwała susza. Wszystkie problemy ustąpiły 27 sierpnia po procesji ku czci św. Maurycego. Anchieta dla uczczenia świętego, pisze najdłuższe dzieło dla teatru, liczące 1774 wierszy.
Na rok przed śmiercią spisał "Historia da Companhia de Jesus no Brasil" opisującą martyrologię pierwszych jezuitów oraz wszystkie dzieła jezuickie prowadzone w prowincji Brazylii. W 1587 roku udał się do Reritibu (miasto istnieje do dzisiaj, obecnie nazywa się Anchieta), gdzie zmarł. Spowiednik Anchiety, Quiricio Caxa opisuje jego ostatnie chwile: "Będąc już bardzo wyczerpanym z powodu bardzo poważnej choroby, wstał pewnej nocy,... [często nie spał w nocy, aby czuwać i wspomagać potrzebujących braci, którzy zachorowali]... i poszedł do kuchni, aby przygotować lek dla innego chorego, wtedy zasłabł i upadł na ziemię, co pogorszyło bardzo stan jego zdrowia". Ciało zostało przeniesione do Vila Velha, towarzyszyła temu procesja trwająca dwa dni i dwie noce, tysiące ludzi maszerowało z pochodniami przez środek dżungli. Ciało pogrzebano w kościele pod wezwaniem Świętego Jakuba.

## Upamiętnienie
Ogłoszony Apostołem Brazylii. W 1980 roku papież Jan Paweł II potwierdził tytuł i beatyfikował Anchiete. Od 1965 roku w Brazylii 9 czerwca (Dzień Anchiety) przypomina się jego dorobek ewangelizacyjny. 3 kwietnia 2014 papież Franciszek włączył go w poczet świętych poprzez kanonizację równoważną.

## Publikacje
- Cartas, Informações, Fragmentos Históricos e Sermões
- De Gestis Mendi de Saa (1563) – dzieło opisujące rządy gubernatora Brazylii Mem de Sá